# Тар (озеро, Аргентина)
Тар (исп. Lago Tar) — озеро в Аргентине, на территории департамента Лаго-Архентино провинции Санта-Крус. Площадь водного зеркала равна 35,5 км². Лежит на высоте 218 метров над уровнем моря в котловине между южными отрогами плато Карбон и северной оконечностью плато Месета-Вьенто.
Основные притоки — реки Тар и Месета. Протокой связано с озером Сан-Мартин, в которое и осуществляется сток воды.
Окружающая местность засушливая, со среднегодовыми количеством осадков около 150 мм и температурой 4 °C. Природные ландшафты озёрных окрестностей представлены полупустынями и степью с присутствием кустарников. Доминирующими видами растений являются Nassauvia glomerulosa, Nassauvia ulicina, Ephedra frustillata, Azorella caespitosa, Acantholippia seriphinoides и злаки родов ковыль, мятлик, овсяница.
На берегу озера расположена деревня Лаго-Тар. Вокруг озера археологами были обнаружены артефакты каменного века.